# 九站街道
九站街道，是中华人民共和国吉林省吉林市昌邑区下辖的一个街道办事处。

## 行政区划
九站街道下辖以下地区：
第一社区、第二社区、第三社区、第四社区、第五社区、第六社区、第七社区、第八社区、第九社区、第十社区、第十一社区、第十二社区、第十三社区、第十四社区、第十五社区、第十六社区、第十七社区、第十八社区、第十九社区、第二十社区、九站村、七家子村、三道岭子村、头台子村、建设村、朝阳村、二台子村、三台子村、新立村、哨口村、后通溪村、通溪村、寇家村、繁荣村、陈屯村、久东村、新村和红星村。

## 交通
- 长图铁路：新九站站、九站站